# Desiderio 'e sole
Desiderio 'e sole è un film del 1954 diretto da Giorgio Pàstina.

## Produzione
Il film è un tipico melodramma sentimentale, filone cinematografico (comunemente detto strappalacrime) molto in voga in quegli anni tra il pubblico italiano, in seguito ribattezzato dalla critica con il termine neorealismo d'appendice.

## Distribuzione
Il film venne distribuito nelle sale cinematografiche italiane il 14 aprile del 1954.
Nove anni dopo, nel 1963, il film venne distribuito anche in Francia con il titolo Désir ardent sous le soleil de Naples.